# Vargas (James Bond)
Vargas é uma personagem do filme 007 contra a Chantagem Atômica, criado por Ian Fleming, um assassino da SPECTRE e capanga pessoal do vilão Emilio Largo. No filme, ele é vivido pelo ator britânico Philip Locke.

## Características
Sempre vestido de preto e de óculos escuros, o sádico personagem e braço-direito de Largo não tem emoções nem demonstra piedade, e é o responsável pelas mortes  e sequestros ordenados por Largo ou sua cúmplice e agente da SPECTRE Fiona Volpe.

## No filme
O sinistro personagem não bebe, não fuma, nem faz amor, abstinências que enfatizam sua devoção ao trabalho de assassino profissional. Essas características foram usadas por Fleming no livro original como perfil de toda a tripulação do "Disco Volante", o luxuoso barco de Largo, mas os produtores do filme reduziram o perfil a um único personagem, Vargas.
Ele é apresentado a James Bond quando 007 visita a propriedade de Largo, Palmyra, depois de encontrá-lo no cassino, na véspera. Dias depois, ele ajuda Fiona Volpe a sequestrar Paula Caplan, a agente assistente de Bond, que acaba suicidando-se para não contar sobre a investigação feita pelo MI6 sobre Largo e o desaparecimento das armas nucleares, sob interrogatório da SPECTRE.
Vargas é morto por Bond numa praia com um tiro de arpão no peito, depois de tentar matá-lo e a Domino Derval, espreitando-os entre as palmeiras da praia.